# Smittia celtica
Smittia celtica är en tvåvingeart som beskrevs av Rossaro och Delettre 1992. Smittia celtica ingår i släktet Smittia och familjen fjädermyggor.
Artens utbredningsområde är Frankrike. Inga underarter finns listade i Catalogue of Life.